# رودريك كار
رودريك كار (بالإنجليزية: Roderick Carr)‏ هو مستكشف نيوزيلندي، ولد في 31 أغسطس 1891 في فيلدلينغ ‏ في نيوزيلندا، وتوفي في 15 ديسمبر 1971 في Bampton, Oxfordshire ‏ في المملكة المتحدة.